# Associazione Calcio Brescia 1970-1971
Questa voce raccoglie le informazioni riguardanti l'Associazione Calcio Brescia nelle competizioni ufficiali della stagione 1970-1971.

## Stagione
Dopo la retrocessione tra i cadetti, sulla panchina delle rondinelle arriva Andrea Bassi.
Giampaolo Menichelli viene ceduto al Cagliari, Luciano Zecchini al Torino, Giovanni Botti alla Fiorentina, il portiere Lamberto Boranga alla Reggiana, lasciano Brescia anche Mario Manera che va al Cagliari e Renzo Ragonesi al Cesena. 
Dal Bologna ritorna il bresciano Faustino Turra, dalla Fiorentina il difensore Bernardo Rogora, dalla Roma l'ala Giorgio Braglia. 
Gli assi portanti della formazione bresciana sono il libero Bernardino Busi, l'ala Luigi Simoni, il centravanti Virginio De Paoli, il portiere Ernesto Galli e l'ala Egidio Salvi. 
Si pensa sia l'anno del riscatto ed invece è la stagione dell'ennesima beffa. Perdendo l'ultima di campionato 2-0 a Catanzaro, il Brescia butta alle ortiche il pronto ritorno in Serie A, con un pareggio avrebbe disputato gli spareggi, mentre con una vittoria sarebbe salito di categoria. 
In Coppa Italia le rondinelle sono inserite nel girone 4 che è stato vinto dal Milan.

## Rosa
| N. |                   | Ruolo | Calciatore          |
| -- | ----------------- | ----- | ------------------- |
|    | Italia (bandiera) | P     | Ernesto Galli       |
|    | Italia (bandiera) | P     | Renato Cipollini    |
|    | Italia (bandiera) | D     | Luigi Cagni         |
|    | Italia (bandiera) | D     | Bernardino Busi     |
|    | Italia (bandiera) | D     | Pierluigi Cencetti  |
|    | Italia (bandiera) | D     | Angiolino Gasparini |
|    | Italia (bandiera) | D     | Angelo Del Favero   |
|    | Italia (bandiera) | D     | Carlo Volpi         |
|    | Italia (bandiera) | D     | Bernardo Rogora     |
|    | Italia (bandiera) | D     | Claudio Bonetti     |
|    | Italia (bandiera) | C     | Fausto Inselvini    |
|    | Italia (bandiera) | C     | Renato Damonti      |

| N. |                   | Ruolo | Calciatore        |
| -- | ----------------- | ----- | ----------------- |
|    | Italia (bandiera) | C     | Giorgio Fanti     |
|    | Italia (bandiera) | C     | Luigi Simoni      |
|    | Italia (bandiera) | C     | Faustino Turra    |
|    | Italia (bandiera) | A     | Giorgio Braglia   |
|    | Italia (bandiera) | A     | Egidio Salvi      |
|    | Italia (bandiera) | A     | Virginio De Paoli |
|    | Italia (bandiera) | A     | Franco Abate      |
|    | Italia (bandiera) | A     | Mauro Nardoni     |
|    | Italia (bandiera) | A     | Bruno Virga       |
|    | Italia (bandiera) | A     | Virginio Canzi    |
|    | Italia (bandiera) | A     | Claudio Turchetto |

## Risultati

### Serie B

#### Girone di andata
| Arbitro: | Reggiani (Bologna) |

|            |           |             |
| Simoni 62’ | Marcatori | 18’ Beretti |

| Arbitro: | Ciacci (Firenze) |

|  |           |           |
|  | Marcatori | 45’ Salvi |

| Arbitro: | Trono (Torino) |

|           |           |  |
| Turra 79’ | Marcatori |  |

| Arbitro: | Menegali (Roma) |

|            |           |             |
| Simoni 67’ | Marcatori | 85’ Sonetti |

| Arbitro: | Stagnoli (Bologna) |

|                      |           |  |
| Abate 14’ Rogora 53’ | Marcatori |  |

| Arezzo 25 ottobre 1970 6ª giornata | Arezzo          | 0 – 0 | Brescia | Stadio Comunale\| Arbitro: \| Acernese (Roma) \| |
| Arbitro:                           | Acernese (Roma) |       |         |                                                  |

| Brescia 1º novembre 1970 7ª giornata | Brescia            | 0 – 0 | Atalanta | Stadio Mario Rigamonti\| Arbitro: \| Cantelli (Firenze) \| |
| Arbitro:                             | Cantelli (Firenze) |       |          |                                                            |

| Como 8 novembre 1970 8ª giornata | Como            | 0 – 0 | Brescia | Stadio Giuseppe Sinigaglia\| Arbitro: \| Porcelli (Lodi) \| |
| Arbitro:                         | Porcelli (Lodi) |       |         |                                                             |

| Arbitro: | Calì (Roma) |

|                      |           |  |
| Abate 51’ Simoni 86’ | Marcatori |  |

| Arbitro: | Bianchi (Firenze) |

|                               |           |  |
| Martellossi 23’ Innocenti 53’ | Marcatori |  |

| Arbitro: | Trinchieri (Reggio Emilia) |

|  |           |                          |
|  | Marcatori | 57’ De Paoli 88’ Braglia |

| Arbitro: | Campanini (Finale Emilia) |

|                   |           |             |
| De Paoli 20’, 78’ | Marcatori | 16’ Baiardo |

| Arbitro: | Trono (Torino) |

|                                       |           |              |
| Ulivieri 70’ Fazzi 75’ Corbellini 83’ | Marcatori | 12’ Cencetti |

| Arbitro: | Pieroni (Roma) |

|            |           |  |
| Blasig 38’ | Marcatori |  |

| Arbitro: | Marino (Taranto) |

|           |           |               |
| Salvi 46’ | Marcatori | 49’ Giannotti |

| Arbitro: | Acernese (Roma) |

|            |           |  |
| Spelta 32’ | Marcatori |  |

| Arbitro: | Reggiani (Bologna) |

|            |           |  |
| Simoni 64’ | Marcatori |  |

| Arbitro: | Michelotti (Parma) |

|                         |           |           |
| Busilacchi 34’ Sega 70’ | Marcatori | 77’ Salvi |

| Brescia 24 gennaio 1971 19ª giornata | Brescia            | 0 – 0 | Catanzaro | Stadio Mario Rigamonti\| Arbitro: \| Stagnoli (Bologna) \| |
| Arbitro:                             | Stagnoli (Bologna) |       |           |                                                            |

#### Girone di ritorno
| Arbitro: | Cantelli (Firenze) |

|                     |           |           |
| Colautti 90’ (rig.) | Marcatori | 37’ Canzi |

| Brescia 14 febbraio 1971 21ª giornata | Brescia              | 0 – 0 | Cesena | Stadio Mario Rigamonti\| Arbitro: \| Gialluisi (Barletta) \| |
| Arbitro:                              | Gialluisi (Barletta) |       |        |                                                              |

| Arbitro: | Gonella (Torino) |

|                       |           |           |
| Pellizzaro 44’ (rig.) | Marcatori | 75’ Salvi |

| Reggio Calabria 28 febbraio 1971 23ª giornata | Reggina         | 0 – 0 | Brescia | Stadio Oreste Granillo\| Arbitro: \| Giunti (Arezzo) \| |
| Arbitro:                                      | Giunti (Arezzo) |       |         |                                                         |

| Arbitro: | Moretto (San Donà di Piave) |

|            |           |           |
| Parola 39’ | Marcatori | 41’ Abate |

| Arbitro: | Campanini (Finale Emilia) |

|             |           |             |
| Nardoni 14’ | Marcatori | 47’ Galuppi |

| Arbitro: | Porcelli (Lodi) |

|                   |           |                      |
| Bosdaves 10’, 75’ | Marcatori | 1’ Cagni 57’ Braglia |

| Arbitro: | Trono (Torino) |

|                                                |           |                        |
| De Paoli 24’ (rig.) 78’ Simoni 81’ Nardoni 84’ | Marcatori | 30’ (rig.) Magistrelli |

| Arbitro: | Vacchini (Milano) |

|  |           |                          |
|  | Marcatori | 26’ De Paoli 36’ Braglia |

| Arbitro: | Ciacci (Firenze) |

|              |           |                          |
| De Paoli 52’ | Marcatori | 22’ Innocenti 81’ Mazzia |

| Arbitro: | Calì (Roma) |

|                      |           |                  |
| Simoni 18’ Canzi 75’ | Marcatori | 24’ (rig.) Prato |

| Livorno 25 aprile 1971 31ª giornata | Livorno           | 0 – 0 | Brescia | Stadio Ardenza\| Arbitro: \| Toselli (Cormons) \| |
| Arbitro:                            | Toselli (Cormons) |       |         |                                                   |

| Arbitro: | Reggiani (Bologna) |

|                                    |           |                |
| De Paoli 30’ Nardoni 75’ Salvi 89’ | Marcatori | 58’ Migliorati |

| Arbitro: | Sbardella (Roma) |

|                     |           |  |
| De Paoli 10’ (rig.) | Marcatori |  |

| Massa 16 maggio 1971 34ª giornata | Massese           | 0 – 0 | Brescia | Stadio degli Oliveti\| Arbitro: \| Toselli (Cormons) \| |
| Arbitro:                          | Toselli (Cormons) |       |         |                                                         |

| Arbitro: | Porcelli (Lodi) |

|              |           |  |
| De Paoli 26’ | Marcatori |  |

| Arbitro: | Michelotti (Parma) |

|             |           |                     |
| Barison 83’ | Marcatori | 14’ (rig.) De Paoli |

| Arbitro: | Pieroni (Roma) |

|              |           |  |
| Cencetti 69’ | Marcatori |  |

| Arbitro: | Francescon (Padova) |

|                       |           |  |
| Busatta 55’ Mammì 61’ | Marcatori |  |

### Coppa Italia

#### Primo turno
| Arbitro: | Porcelli (Lodi) |

|  |           |            |
|  | Marcatori | 44’ Toschi |

| Arbitro: | Barbaresco (Cormons) |

|  |           |                   |
|  | Marcatori | 58’ (rig.) Rivera |

| Arbitro: | Vacchini (Milano) |

|  |           |                       |
|  | Marcatori | 5’ Turra 33’ De Paoli |

## Statistiche

### Statistiche di squadra
| Competizione | Punti | In casa | In casa | In casa | In casa | In casa | In casa | In trasferta | In trasferta | In trasferta | In trasferta | In trasferta | In trasferta | Totale | Totale | Totale | Totale | Totale | Totale | DR  |
| Competizione | Punti | G       | V       | N       | P       | Gf      | Gs      | G            | V            | N            | P            | Gf           | Gs           | G      | V      | N      | P      | Gf     | Gs     | DR  |
| ------------ | ----- | ------- | ------- | ------- | ------- | ------- | ------- | ------------ | ------------ | ------------ | ------------ | ------------ | ------------ | ------ | ------ | ------ | ------ | ------ | ------ | --- |
| Serie B      | 46    | 19      | 11      | 7       | 1       | 25      | 10      | 19           | 4            | 9            | 6            | 14           | 17           | 38     | 15     | 16     | 7      | 39     | 27     | +12 |
| Coppa Italia | 2     | 2       | 0       | 0       | 2       | 0       | 2       | 1            | 1            | 0            | 0            | 2            | 1            | 3      | 1      | 0      | 2      | 2      | 3      | -1  |
| Totale       |       | 21      | 11      | 7       | 3       | 25      | 12      | 20           | 5            | 9            | 6            | 16           | 18           | 41     | 16     | 16     | 9      | 41     | 30     | +11 |

### Statistiche dei giocatori
| Giocatore    | Serie B  | Serie B | Coppa Italia | Coppa Italia | Totale   | Totale |
| Giocatore    | Presenze | Reti    | Presenze     | Reti         | Presenze | Reti   |
| ------------ | -------- | ------- | ------------ | ------------ | -------- | ------ |
| F. Abate     | 9        | 3       | -            | -            | 9        | 3      |
| C. Bonetti   | 1        | 0       | -            | -            | 1        | 0      |
| G. Braglia   | 18       | 3       | 2            | 0            | 20       | 3      |
| B. Busi      | 37       | 0       | 3            | 0            | 40       | 0      |
| L. Cagni     | 27       | 1       | 3            | 0            | 30       | 1      |
| V. Canzi     | 13       | 2       | 2            | 0            | 15       | 2      |
| P. Cencetti  | 26       | 2       | 3            | 0            | 29       | 2      |
| R. Cipollini | 15       | -11     | -            | -            | 15       | -11    |
| R. Damonti   | 20       | 0       | 1            | 0            | 21       | 0      |
| V. De Paoli  | 28       | 12      | 2            | 1            | 30       | 13     |
| G. Fanti     | 25       | 0       | 3            | 0            | 28       | 0      |
| E. Galli     | 24       | -16     | 3            | -3           | 27       | -19    |
| A. Gasparini | 34       | 0       | 3            | 0            | 37       | 0      |
| F. Inselvini | 24       | 0       | 2            | 0            | 26       | 0      |
| M. Nardoni   | 10       | 3       | -            | -            | 10       | 3      |
| B. Rogora    | 29       | 1       | 3            | 0            | 32       | 1      |
| E. Salvi     | 25       | 5       | 2            | 0            | 27       | 5      |
| L. Simoni    | 38       | 6       | 3            | 0            | 41       | 6      |
| C. Turchetto | 1        | 0       | 2            | 0            | 3        | 0      |
| F. Turra     | 25       | 1       | 2            | 1            | 27       | 2      |
| B. Virga     | 1        | 0       | -            | -            | 1        | 0      |
| C. Volpi     | 18       | 0       | -            | -            | 18       | 0      |